# Дзенгелевский, Генрих Дионисьевич
Генрих Дионисьевич Дзенгелевский (Дзенгалевский) (1807—1869) — русский военачальник, генерал-майор.

## Биография
Родился в 1807 году.
Дата вступления в военную службу неизвестна.
В офицерских чинах находился с января 1828 года.
Майор с 19 апреля 1842 года, 27 мая 1844 года уволен в отпуск на один год.
Подполковник с 1 июня 1849 года.
Полковник с 1858 года. В отставке генерал-майор.
Занимал должность начальника 3-го отделения 3-го Округа Корпуса Жандармов. Состоял для особых поручений начальнике 3-го Округа. Был начальником Варшавского губернского жандармского управления.
Умер 24 апреля 1869 года.

## Награды
- Знак отличия За военное достоинство 4-й степени (1831)
- Орден Святой Анны 3-й степени (16.10.1840)
- Единовременно 130 рублей серебром (1841)
- Единовременно 270 рублей серебром (1845)
- Единовременно 200 рублей серебром (1846)
- Бриллиантовый перстень (1847)
- Орден Святой Анны 2-й степени (24.10.1851, Императорская корона к ордену пожалована в 1865)
- Знак отличия за XX лет беспорочной службы (1851)
- Орден Святого Георгия 4-й степени (№ 9959; 26 ноября 1856 — за выслугу 25 лет в офицерских чинах).
- Знак отличия за XXV лет беспорочной службы (1856)
- Орден Святого Станислава 2-й степени с Императорской короной (1861)
- Единовременно 732 рубля серебром (1863)
- Единовременно 732 рубля серебром (1864)
- Орден Святого Владимира 4-й степени (1865 — за выслугу 35 лет в офицерских чинах)
- Орден Святого Владимира 3-й степени (1867).